# Khamphoumy Hanvilay
Khamphoumy Hanvilay (2 de dezembro de 1990), é um futebolista laociano que atua como zagueiro. Atualmente, joga pelo Vientiane.

## Seleção
Khamphoumy Hanvilay fez sua estreia pela Seleção de Laos de Futebol no dia 23 de julho de 2011 na derrota para a China por 7 a 2, no jogo de ida da segunda fase das Eliminatórias da Ásia para a Copa do Mundo FIFA de 2014.